# Leopold Trepper
Leopold Zakharovitsj Trepper (Nowy Targ, 23 februari 1904 - Jeruzalem, 19 januari 1982) was een Joods-Poolse verzetsstrijder in de Tweede Wereldoorlog.
Vanaf de middelbare school voelde Trepper zich min of meer aangetrokken door de communistische ideeën van Karl Marx. Hij ging vroegtijdig van school af en ging allerlei beroepen uitoefenen. Tijdens deze periode hield hij zich bezig met betogingen en daardoor moest hij al snel onderduiken. 
Hij vluchtte naar het mandaatgebied Palestina en ging daar wonen. Na een korte tijd in Palestina gewoond te hebben vertrok hij naar Marseille. Daar kwam hij in contact met de Russische spionagedienst. Hij verbleef daarna nog een tijdje in Parijs en ging toen naar Moskou om daar aan een joodse universiteit te gaan studeren. Omdat zijn studie over racisme en antisemitisme ging, waarbij het naziregime de voornaamste aanjager van het antisemitisme was, kwam hij in contact met het hoofd van de Russische inlichtingendienst, generaal Berzin. Hij bood Trepper het leiderschap van de Europese afdeling aan. In 1938 ging Trepper naar België, waar hij van de Russische ambassade in Antwerpen een paspoort kreeg met de naam Adam Mikler, een Canadees ondernemer die zich in België wilde vestigen. Direct na zijn aankomst in België ging hij Leo Grossvogel, een oude Palestijnse vriend van hem, opzoeken. Grossvogel was directeur van “Au Roi du Caoutchouc” en had een zetel in Brussel. Ook had hij enkele huizen over België verspreid, waaronder een huis op Kapellestraat 83 in Oostende. 
Samen met Grossvogel wilde Trepper een spionagegroep die door de Duitsers “Die Rote Kapelle” werd genoemd, verder uitbouwen. Grossvogel kwam met het idee dat Trepper een internationaal handelsbedrijf moest stichten. Deze zou dan via de filialen in het buitenland, de regenmantels van Au Roi du Caoutchouc in de handel brengen. 
Trepper richtte eind 1938 een bedrijf op, dat de naam “The Foreign Excellent Trench-Coat" kreeg. De leiding werd toegezegd aan Jules Jaspar. Omdat Jules Jaspar een goede reputatie had, dachten Grossvogel en Trepper alle verdenkingen af te kunnen wimpelen. Trepper had intussen vanuit de Sovjet-Unie de opdracht gekregen om in Oslo, Kopenhagen, Stockholm en Oostende hulphuizen te stichten.